# Карл фон Плеттенберг
Барон Карл фон Плеттенберг (нім. Karl Freiherr von Plettenberg; 18 грудня 1852, Падерборн, Королівство Пруссія — 10 лютого 1938, Бюккебург, Третій Рейх) — німецький воєначальник, генерал піхоти. Кавалер ордена Pour le Mérite.

## Біографія
Походив із старовинного вестфальського дворянського роду, син майора прусської армії Ойгена фон Плеттенберга. У 1870 році закінчив кадетський корпус у Бенсберзі, в тому ж році взяв участь у франко-німецькій війні і за бойові заслуги був нагороджений орденом Залізного хреста 2-го ступеня. Після закінчення війни вступив до Військової академії. Після завершення навчання в академії командував ротою. Із 1890 року — командир 7-го вестфальського єгерського батальйону, із 1894 року — командир Лейб-гвардії єгерського батальйону, із 1898 року — командир 1-го гвардійського піхотного полку. Залишаючись командиром 1-го гвардійського піхотного полку в 1902 році очолив кінний фельд'єгерський корпус.
Із 1906 року — командир 22-ї піхотної дивізії. Із 1910 року — командир 9-го армійського корпусу, а також генерал-ад'ютант імператора Вільгельма II. Із 1913 року — командир гвардійського корпусу.
На початку Першої світової війни гвардійський корпус під командуванням генерала Плеттенберга був включений до складу 2-ї німецької армії. Брав участь у вторгненні до Бельгії та Першій битві при Іпрі. Навесні 1915 року корпус Плеттенберга був перекинутий на Східний фронт і в складі 11-ї армії взяв участь у Горлицькому прориві. З 1916 року — знову на Західному фронті. У січні 1917 року через конфлікт з Гінденбургом і Людендорфом відкликаний з фронту і переведений в резерв.
Після завершення Першої світової війни вийшов у відставку і поселився у своєму маєтку в Бюккебурзі, де й помер.

## Сім'я
В 1887 році одружився з графинею Кларою Вільгельміною Констанц Елізабет фон Ведель (1865—1938). В пари народились 4 дітей:
- Вальтер (1888—1888)
- Карл-Вільгельм (1889 — 30 серпня 1914) — лейтенант 1-го пішого гвардійського полку. Загинув у битві при Сен-Квентін.
- Курт Ойген Густав Адольф (1891—1945) — лісник, офіцер резерву і керівник активів дому Ліппе, з 1941 року — активів дому Гогенцоллернів. Страчений за участь у Липневій змові.
- Луїза Мінетта Матильда Клара (1900 — ?)

## Звання
- Фенріх портупеї (2 серпня 1870)
- Другий лейтенант (18 грудня 1870)
- Перший лейтенант (12 квітня 1879)
- Гауптман (30 травня 1884)
- Майор (24 березня 1890)
- Оберстлейтенант (16 червня 1896)
- Оберст (27 січня 1899)
- Генерал-майор (22 квітня 1902)
- Генерал-лейтенант (20 березня 1906)
- Генерал піхоти (12 квітня 1910)

## Нагороди
- Залізний хрест 2-го класу зразка 1870 року із застібками «25» і «1914»
- Пам'ятна військова медаль за кампанію 1870-71
- Орден Франца Йосифа, лицарський хрест (Австро-Угорщина)
- Орден Зірки Румунії
  - офіцерський хрест
  - командорський хрест
- Орден Корони Румунії, офіцерський хрест
- Орден Білого орла (Сербія), офіцерський хрест
- Хрест «За вислугу років» (Пруссія)
- Орден Червоного орла
  - 4-го класу
    - корона до ордена 4-го класу

  - 3-го класу з бантом і короною
  - 2-го класу з дубовим листям
    - зірка до ордена 2-го класу

  - 1-го класу з дубовим листям
  - великий хрест з дубовим листям і короною
    - мечі і ланцюг до великого хреста
- Орден «За заслуги» (Вальдек)
  - 2-го класу
  - 1-го класу
- Орден дому Ліппе
  - почесний хрест 2-го класу
  - почесний хрест 1-го класу
- Столітня медаль
- Орден Корони (Пруссія)
  - 3-го класу
  - 1-го класу
- Королівський орден дому Гогенцоллернів, лицарський хрест
- Орден Грифа, командорський хрест
- Орден Святої Анни 2-го ступеня з алмазами (Російська імперія)
- Орден Карлоса III, командорський хрест із зіркою (Іспанія)
- Князівський орден дому Гогенцоллернів, почесний командорський хрест
- Орден Альберта (Саксонія), командорський хрест 1-го класу
- Орден Білого Сокола, командорський хрест
- Орден дому Саксен-Ернестіне, командорський хрест 1-го класу
- Орден Корони Італії, великий офіцерський хрест
- Орден Оранських-Нассау (Нідерланди)
  - великий офіцерський хрест
  - великий хрест
- Орден Залізної Корони 2-го класу (Австро-Угорщина)
- Орден Лева і Сонця 2-го ступеня (Каджарський Іран)
- Орден Білого слона, великий хрест (Сіам)
- Орден Вендської корони, великий хрест з короною в золоті
- Орден Заслуг герцога Петра-Фрідріха-Людвіга, великий хрест
- Почесний хрест (Ройсс) 1-го класу з короною
- Орден Данеброг, великий хрест (Данія)
- Королівський Вікторіанський орден, великий хрест (Британська імперія)
- Орден Білого Орла (Російська імперія)
- Залізний хрест 1-го класу зразка 1914 року
- Pour le Mérite (14 травня 1915)
- Орден Чорного орла (27 січня 1917)
- Почесний хрест ветерана війни з мечами

## Вшанування пам'яті
На честь Плеттенберга названа вулиця в Бюккебурзі (нім. Plettenbergstraße).